# Rosey (Haute-Saône)
Rosey ist eine Gemeinde im französischen Département Haute-Saône in der Region Bourgogne-Franche-Comté.

## Geographie
Rosey liegt auf einer Höhe von 246 m über dem Meeresspiegel, etwa elf Kilometer südwestlich von Vesoul (Luftlinie). Das Dorf erstreckt sich im zentralen Teil des Departements, auf dem Plateau des oberen Saônebeckens, am Westfuß der Höhen, die sich zwischen den Flusstälern von Saône und Ognon erheben.
Die Fläche des 14,64 km² großen Gemeindegebiets umfasst einen Abschnitt im Bereich des oberen Saônebeckens. Der Hauptteil des Gebietes wird von einem Plateau eingenommen, das durchschnittlich auf 250 m liegt. Es wird durch den Bachlauf Ruisseau de Vy-le-Ferroux, dessen Tal leicht in das Plateau eingetieft ist, nach Nordwesten zur Saône entwässert. Das Plateau ist aus tertiären Sedimenten aufgebaut. Landwirtschaftliche Nutzung herrscht vor, doch gibt es auch größere Waldflächen (Bois Lécerty im Westen und Grand Bois de Rosey im Südwesten). 
Im Südosten leitet eine Geländestufe zum bewaldeten Höhenzug der Côte d'Andelarre über, der zum Hügelgebiet zwischen Saône und Ognon gehört. Er besteht aus Kalksedimenten der mittleren Jurazeit. Die höchsten Erhebungen von Rosey bilden mit 371 m die Kuppen des Bois du Mont und des Bois du Rossignol. Außer dem Rinnsal des Ruisseau de Vy-le-Ferroux gibt es keine oberirdischen Fließgewässer, weil das Niederschlagswasser im verkarsteten Untergrund versickert.
Nachbargemeinden von Rosey sind Raze und Baignes im Norden, Mailley-et-Chazelot im Osten, Grandvelle-et-le-Perrenot im Süden sowie Neuvelle-lès-la-Charité im Westen.

## Geschichte
Erstmals urkundlich erwähnt wird Rosey im Jahr 1092. Im Mittelalter gehörte das Dorf zur Freigrafschaft Burgund und darin zum Gebiet des Bailliage d’Amont. 1227 wurde hier ein Priorat gegründet, das ursprünglich den Cluniazensern gehörte. Zusammen mit der Franche-Comté gelangte Rosey mit dem Frieden von Nimwegen 1678 definitiv an Frankreich. Die Prioratsgüter übergab der französische König 1772 dem Spital Saint-Jacques in Besançon. Heute ist Rosey Mitglied des 22 Ortschaften umfassenden Gemeindeverbandes Combes.

## Bevölkerung
| Jahr                       | 1962 | 1968 | 1975 | 1982 | 1990 | 1999 | 2009 | 2018 |
| Einwohner                  | 241  | 225  | 224  | 243  | 216  | 197  | 262  | 261  |
| Quellen: Cassini und INSEE |      |      |      |      |      |      |      |      |

Mit 255 Einwohnern (1. Januar 2022) gehört Rosey zu den kleinen Gemeinden des Départements Haute-Saône. Nachdem die Einwohnerzahl in der ersten Hälfte des 20. Jahrhunderts deutlich abgenommen hatte (1881 wurden noch 503 Personen gezählt), wurden seit Beginn der 1960er Jahre nur noch relativ geringe Schwankungen verzeichnet.

## Sehenswürdigkeiten
Die Kirche Saint-Barthélemy wurde 1773 geweiht und besitzt eine reiche Ausstattung aus dem 18. und 19. Jahrhundert. Vor der Kirche steht ein Kalvarienberg, der auf 1620 datiert ist. 
Aus dem 16. Jahrhundert stammt der ehemalige Herrschaftssitz. Ebenfalls aus dieser Zeit sind Überreste des Dominikanerkonvents erhalten. Der Ortskern ist geprägt durch verschiedene Häuser aus dem 16. bis 18. Jahrhundert, die den traditionellen Stil der Haute-Saône zeigen. 
Weit über die Region hinaus bekannt ist das Musée Morice Lipsi, ein Skulpturenpark und eine Kunstsammlung mit Werken des 20. Jahrhunderts von internationaler Bedeutung.

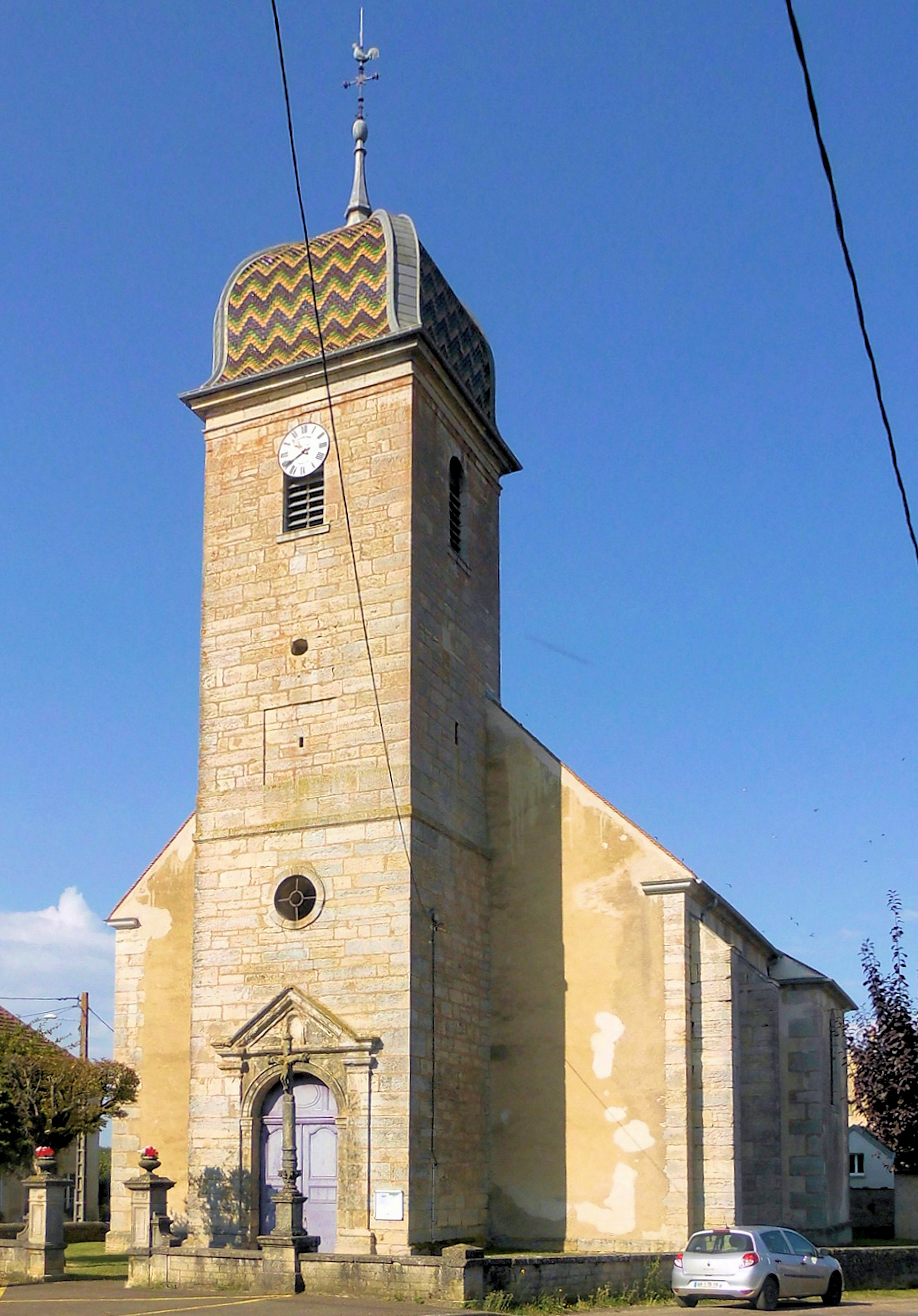
Kirche Saint-Barthélemy

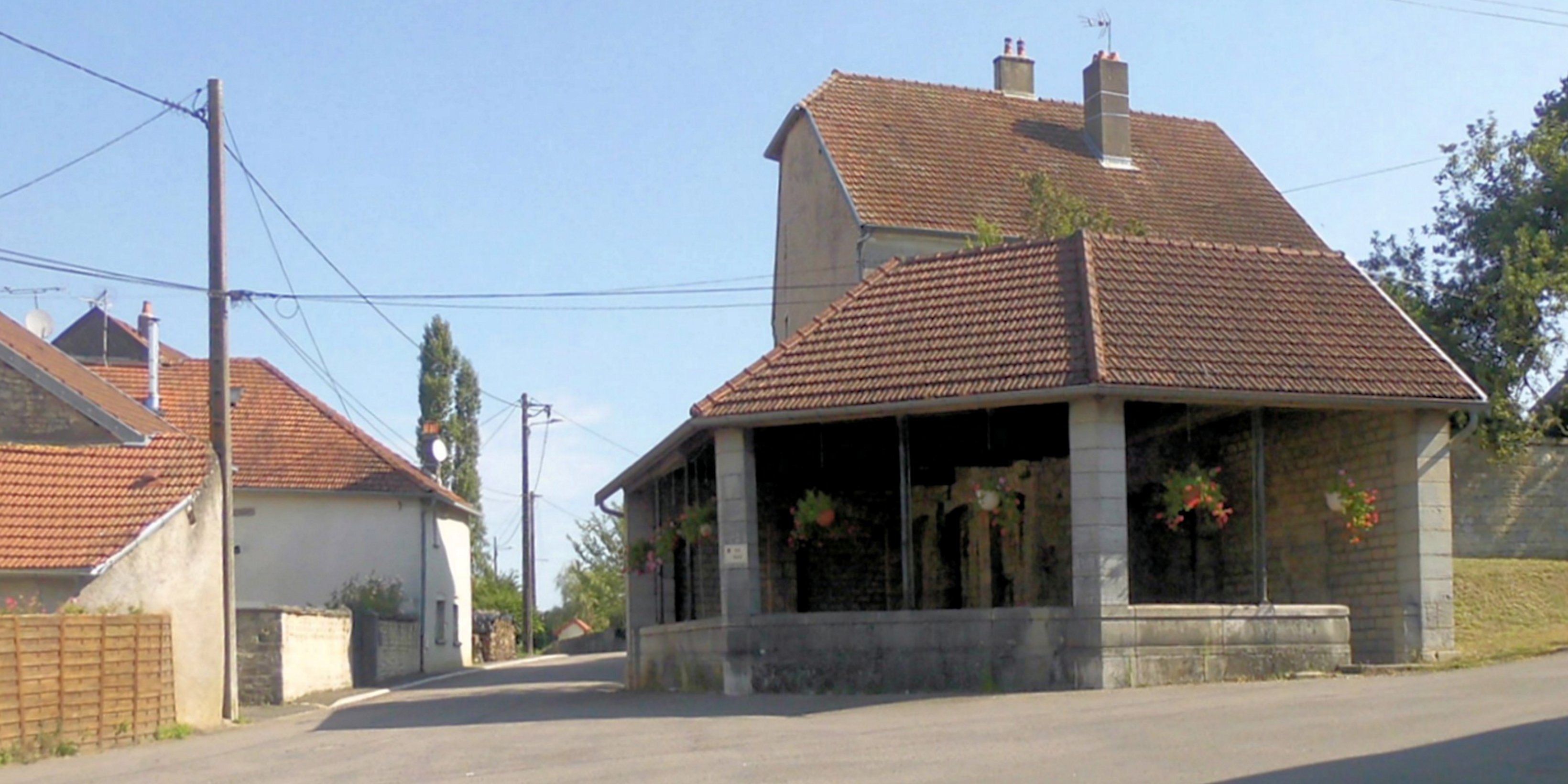
Lavoir in Rosey

## Wirtschaft und Infrastruktur
Rosey war bis weit ins 20. Jahrhundert hinein ein vorwiegend durch die Landwirtschaft (Ackerbau, Obstbau und Viehzucht) und die Forstwirtschaft geprägtes Dorf. Heute gibt es einige Betriebe des lokalen Kleingewerbes, darunter eine Molkerei und ein Steinbruchunternehmen. In den letzten Jahrzehnten hat sich das Dorf zu einer Wohngemeinde gewandelt. Viele Erwerbstätige sind deshalb Wegpendler, die in der Agglomeration Vesoul ihrer Arbeit nachgehen.
Der Ort liegt abseits der größeren Durchgangsachsen an einer Departementsstraße, die von Traves nach Mailley-et-Chazelot führt. Eine weitere Straßenverbindung besteht mit Baignes.